# 呂鮪
呂鮪，雍州右扶風陈仓县（在今陕西省宝鸡市境）人，新朝、东汉時代初期武将。
呂鮪是割据三輔的新末东汉初群雄之一，以关中豪傑知名。更始帝、赤眉軍敗北後，呂鮪在右扶風陳倉割据，与关中其他群雄延岑（藍田）、王歆（下邽）、蒋震（霸陵）、張邯（長安）、公孫守（長陵）、楊周（谷口）、角閎（汧）、駱延（盩厔）、任良（鄠）、汝章（槐里）抗争。他们包括呂鮪后来多加入了成家公孫述的阵营。公孫述任命呂鮪为将軍，建造要塞，布軍陣，練習战斗、射擊。在漢中蓄積糧食，在漢中郡南鄭築造宮殿。
建武三年（27年），公孫述部将李育、程烏率軍数万，联合呂鮪攻擊三輔。漢征西大将軍馮異追討，呂鮪敗北陳倉，撤退到漢中。这時，呂鮪、張邯、蒋震以外关中群雄全被馮異平定。建武四年（28年），呂鮪得到公孫述部将程焉援軍，再度出擊陳倉，被馮異、趙匡迎退。呂鮪入蜀，建武十一年（35年）秋，和同僚延岑、王元、公孫恢在广漢郡广漢、犍為郡資中迎擊漢軍岑彭。岑彭奇襲作战奪取呂鮪後方犍為郡武陽，延岑、呂鮪正面被岑彭副将臧宮在沈水击敗。